# Hydrovatus acuminatus
Hydrovatus acuminatus är en skalbaggsart som beskrevs av Victor Ivanovitsch Motschulsky 1859. Hydrovatus acuminatus ingår i släktet Hydrovatus och familjen dykare. Inga underarter finns listade i Catalogue of Life.